# Trachymyrmex mandibularis
Trachymyrmex mandibularis är en myrart som beskrevs av Weber 1938. Trachymyrmex mandibularis ingår i släktet Trachymyrmex och familjen myror. Inga underarter finns listade i Catalogue of Life.